# Макартур, Джеймс
Джеймс Макфа́рлан Мака́ртур (англ. James McFarlane McArthur; родился 7 октября 1987 года, Глазго) — шотландский футболист, полузащитник. Выступал за клубы «Гамильтон Академикал», «Уиган Атлетик» и «Кристал Пэлас», а также за сборную Шотландии.

## Биография
На протяжении сезона 2009/2010 большое количество клубов, включая «Вест Бромвич Альбион», «Шеффилд Юнайтед», «Лидс Юнайтед» и «Сандерленд» проявляли интерес в подписании Макартура. Однако главным претендентом был «Уиган Атлетик». 5 апреля 2010 года Макартур ездил на трёхдневный просмотр в клуб, годом ранее подписавший его товарища по «Гамильтону» — лучшего молодого игрока Шотландии Джеймса Маккарти. 21 июля было официально подтверждено приобретение «Уиганом» прав на футболиста.
В 2013 году Джеймс Макартур вместе с клубом «Уиган Атлетик» стал обладателем Кубка Англии после победы со счётом 1:0 во встрече с «Манчестер Сити», состоявшейся 11 мая 2013 года на стадионе Уэмбли.
В результате неудачного столкновения в этом матче Макартур получил перелом челюсти и некоторое время был вынужден носить специальную лицевую маску, за что товарищи по команде прозвали его «призраком оперы».

## Достижения
«Гамильтон Академикал»
- Победитель Первого дивизиона Шотландии

«Уиган Атлетик»
- Обладатель Кубка Англии: 2012/2013